# Крейг Шекспір
Крейг Роберт Шекспір (англ. Craig Robert Shakespeare; 26 жовтня 1963, Бірмінгем, Англія — 1 серпня 2024) — колишній англійський футболіст. Після завершення ігрової кар'єри — тренер.

## Кар'єра
Свою кар'єру він почав в клубі «Волсолл», за який провів понад 350 матчі в період з 1981 по 1989 роки. Після короткого періоду з «Шеффілд Венсдей», він також виступав за «Вест Бромвіч Альбіон» та «Грімсбі Таун», за кожен — понад сто ігор.
По завершенні ігрової кар'єри повернувся у «Вест-Бромвіч Альбіон», де працював на різних посадах, а у 2006 році став тренером резервної команди. У жовтні 2006 року, після відходу Браяна Робсона, а потім його помічника Найджела Пірсона, який був тимчасовим менеджером протягом чотирьох тижнів, Шекспіру було доручено очолити першу команду на одну гру до прибуття Тоні Моубрея. Під керівництвом Шекспіра «Альбіон» переміг «Крістал Пелас» з рахунком 2:0. Після приходу Моубрея Шекспір увійшов до його тренерського штабу, де працював два роки.
З 2008 року працював у штабі Найджела Пірсона у «Лестер Сіті» та «Галл Сіті». Паралельно коли Сем Еллардайс став головним тренером збірної Англії в 2016 році, Шекспір обійняв посаду його помічника, але пішов, коли Еллардайс подав у відставку лише після одного матчу.
Після звільнення Пірсона залишився у «Лестері» в штабі його наступника, Клаудіо Раньєрі. А в лютому 2017 року, після звільнення Раньєрі, став виконувачем обов'язків головного тренера. В першому матчі під його керівництвом «лисиці» впевнено переграли «Ліверпуль» — з рахунком 3:1. 12 березня 2017 року став повноцінним головним тренером команди . 12 березня 2017 року став повноцінним головним тренером команди. 1 квітня він став першим британським тренером, який виграв свої перші чотири матчі у Прем'єр-лізі. В підсумку йому вдалося посісти з командою 12 місце у чемпіонаті. Втім у новому сезоні результати значно погіршились і 17 жовтня 2017 року його було звільнено через погану гру, через яку клуб опинився в зоні вильоту.
1 грудня 2017 року Шекспір відновив співпрацю з Еллардайсом, приєднавшись до його штабу у «Евертоні». 16 травня 2018 року Еллардайс і його команда, включаючи Шекспіра, були звільнені «Евертоном».
6 грудня 2019 року Шекспір знову став працювати із ірсона, обійнявши посаду асистента менеджера у «Вотфорді». Він залишався на цій посаді до 19 липня 2020 року, коли Пірсона та його підлеглих було звільнено, незважаючи на те, що до кінця сезону залишилося лише дві гри, а «Вотфорд» на той момент був поза зоною вильоту. Без них «Вотфорд» програв обидві останні гри та вилетів з Прем'єр-ліги.
7 серпня 2020 року Шекспіра призначили помічником головного тренера колишнього товариша по команді «Волсолл» Діна Сміта в «Астон Віллі». Надалі він працював у штабі Сміта у «Норвіч Сіті» та «Лестер Сіті».
У жовтні 2023 року у Шекспіра діагностували рак. Він проходив лікування, але помер вранці 1 серпня 2024 року у віці 60 років.

## Досягнення
«Волсолл» (як гравець)
- 1988 — переможець Третього дивізіону Футбольної ліги